# Långtjärnen (Malå socken, Lappland, 725078-162384)
Långtjärnen är en sjö i Malå kommun i Lappland och ingår i Skellefteälvens huvudavrinningsområde. Sjön har en area på 0,0549 kvadratkilometer och ligger 383,6 meter över havet.

## Delavrinningsområde
Långtjärnen ingår i det delavrinningsområde (725401-162190) som SMHI kallar för Mynnar i Malån. Medelhöjden är 415 meter över havet och ytan är 50,04 kvadratkilometer. Räknas de 3 avrinningsområdena uppströms in blir den ackumulerade arean 87,01 kvadratkilometer. Bockträskbäcken som avvattnar avrinningsområdet har biflödesordning 3, vilket innebär att vattnet flödar genom totalt 3 vattendrag innan det når havet efter 167 kilometer. Avrinningsområdet består mestadels av skog (68 procent) och sankmarker (29 procent). Avrinningsområdet har 0,54 kvadratkilometer vattenytor vilket ger det en sjöprocent på 1,1 procent.